# Cuando amanece
«Cuando amanece» es el primer sencillo de Estopa, editado en 2008 del álbum Allenrok. 
Ha sido número 1 en la lista de descargas española con más de 40 000 copias vendidas y en la lista de descarga de tonos española con más de 60 000 copias.

## Listas
| Lista                       | Mejor posición | Certificación |
| --------------------------- | -------------- | ------------- |
| Lista de Descargas Española | 1              | 2x Platino    |
| Lista de Tonos Española     | 1              | 3x Platino    |
| Lista de Radio Española     | 1              | -             |